# 도미사와 세이타로
도미사와 세이타로(일본어: 富澤 清太郎, 1982년 7월 8일 ~ )는 일본의 전 축구 선수이다.

## 구단 경력
그는 2001년부터 2021년까지 J리그의 도쿄 베르디, 베갈타 센다이, 요코하마 F. 마리노스, 제프 유나이티드 지바, 알비렉스 니가타, SC 사가미하라에서 활동하였다.